# Casalbuttano ed Uniti
Casalbuttano ed Uniti là một đô thị ở tỉnh Cremona, vùng Lombardia của Italia, có vị trí cách khoảng 70 km về phía đông nam của Milan và khoảng 14 km về phía tây bắc của Cremona. Tại thời điểm ngày 31 tháng 12 năm 2004, đô thị này có dân số 4.033 người và diện tích là 23,2 km².
Casalbuttano ed Uniti giáp các đô thị: Bordolano, Casalmorano, Castelverde, Castelvisconti, Corte de' Cortesi con Cignone, Olmeneta, Paderno Ponchielli, Pozzaglio ed Uniti.

## People from Casalbuttano
Ferruccio Ghinaglia 